# 張肇林
張肇林（1585年—1645年），字茂卿，號玄著，又號咸池，松江府上海縣人，明朝、南明政治人物。

## 生平
張肇林是萬曆三十四年（1606年）丙午應天舉人，次年（1607年）成丁未科進士，獲授萬安知縣，調任房山，期間曾阻止宦官劉俊朝佔領周口的廢廠。之後他任職刑部主事，申明熱審暫停刑疏，到四川恤刑平反冤獄，天啓年間得起用為通政使司左參議，南京失陷後辭官隱居，很快去世；弟弟張肇相是恩貢，任職光祿正。

## 家族
曾祖张敏中，教授。祖父张翼翔，冠帶生员。父张景平。母林氏。具庆下。弟肇相、肇森。

## 引用
1. ↑  《万历三十五年丁未科进士履历便览》：张肇林，玄著，诗五房，己丑八月十三日生，上海人，丙午乡试三十六名，会试五十九名，三甲六十一名，兵部政，丁未八月授万安知县，甲寅调补房山知县，丙辰升刑部主事，辛酉伏除本部主事，四川恤刑。壬戌升员外，癸亥升山西司郎中，甲子升通政右参议，奉旨改补南通政右参议，丁忧。己巳起原职，闲住。曾祖敏中，教授；祖翼翔，庠生；父景平，封文林郎通政司右参议。
2. 1 2  錢海岳《南明史·卷三十二·列傳第八》：安宗立，起（侯峒曾）左通政，張肇林左參議……肇林，字茂卿，上海人。萬曆三十五年進士。授萬安知縣；調房山。劉進朝封占周口廢廠，民多失業，具狀申臺司曰：「何愛一官，何愛一身，使周口有廠而房山無民乎！」盡逐之。遷刑部主事，具熱審停刑疏，恤刑四川，多所平反。南京亡，歸隱卒。弟肇相，恩貢。光祿正。
3. ↑  同治《上海縣志·卷十五·選舉表上》：萬曆三十四年丙午科（舉人）解元鄒之麟……張肇林 見進士
4. ↑  同治《上海縣志·卷十九·人物二》：張肇林，字茂卿 號咸池 ，所望從弟；父景平祀鄉賢。肇林，萬厯三十五年進士，除江西萬安知縣，著惠政。中人劉俊朝占周口廢廠，民失業，肇林上其狀曰：「何愛一官，何愛一身，使周口有廠而萬安無民乎！」盡逐之。調房山，尋遷刑部主事，上熱審停刑疏，恤刑四川，多所平反，擢南通政司參議，因事罷歸卒。